# Мемминген
Ме́мминген (нем. Memmingen) — город в Германии (ФРГ), город земельного подчинения, расположен в земле Бавария.
Город подчинён административному округу Швабия. Население составляет 41 025 человек (на 31 декабря 2010 года). Занимает площадь 70,17 км². Официальный код — 09 7 64 000. Город земельного подчинения подразделяется на 7 городских районов. В 4 километрах восточнее центра города расположен одноимённый аэропорт.

## История
Мемминген, на реке Иллер, принадлежал Вельфам и сильно пострадал от Гогенштауфенов, во время войн. С изданием постановлений от 1270 года, о городских правах, населённый пункт приобретает свободы и права вольного имперского города.
В 1349 году в городе были преследования евреев. В 1373 году германо-римский император Карл IV нуждаясь в деньгах, уступил городскому совету, на 6 лет, права покровительства над евреями (Judenschutz).
Наряду с исповеданием Цвингли, в 1530 году четыре вольных имперских города: Страсбург, Констанц, Мемминген и Линдау подали на Аугсбургском сейме составленное Мартином Буцер «Тетраполитанское исповедание» («Confessio tetrapolitana»), но в 1532 году они подписали Аугсбургское исповедание. В 1531 году город примкнул к Шмалькальденскому союзу германских протестантов. Позже город входил в состав Швабского округа.
Совет города издал, в 1583 году, постановление запретившее евреям появляться в городе.
Во время 30-летней войны, в 1647 году крепость (город) была занята шведскими агрессорами и затем осаждёна баварцами. Осада продолжалась 1½ месяца и закончилась капитуляцией шведского гарнизона крепости, несмотря на два успешно отбитые штурма на Кругских ворота.
Во время Войны за испанское наследство, с 1701 года по 1714 год, город (крепость) периодически занимался противниками, которые при этом уничтожали горожан (бюргеров) и их имущество.
В связи с переходом (вхождением) поселения, по Дюневильскому миру, в 1802 году, в Баварское курфюршество он лишается, в 1803 году, свобод и прав вольного имперского города.
На конец XIX века город и старинная крепость в составе Баварского королевства, в округе Швабен, находился на северной границе Алльгой. В нём проживало около 10 000 жителей обоего полу. В городе были церковь XV века, ратуша XVI века, с архивом, библиотекой и археологической коллекцией. В городе производились машины, кожи, хмель, и имелись железоделательные заводы.

## География
Климат
| Показатель                          | Янв.  | Фев.  | Март  | Апр. | Май   | Июнь  | Июль  | Авг.  | Сен. | Окт. | Нояб. | Дек.  |
| ----------------------------------- | ----- | ----- | ----- | ---- | ----- | ----- | ----- | ----- | ---- | ---- | ----- | ----- |
| Абсолютный максимум, °C             | 15,6  | 19,5  | 22,8  | 28,0 | 30,4  | 33,3  | 35,8  | 34,8  | 29,6 | 26,5 | 20,7  | 16,5  |
| Средний суточный максимум, °C       | 2,3   | 4,0   | 8,8   | 13,1 | 17,9  | 21,2  | 23,4  | 23,0  | 18,5 | 13,3 | 6,8   | 3,3   |
| Средняя температура, °C             | −0,8  | 0,1   | 4,3   | 7,8  | 12,5  | 15,9  | 17,9  | 17,5  | 13,5 | 9,1  | 3,5   | 0,4   |
| Средний суточный минимум, °C        | −3,8  | −3,7  | −0,2  | 2,5  | 7,1   | 10,5  | 12,4  | 12,0  | 8,5  | 4,9  | 0,3   | −2,5  |
| Абсолютный минимум, °C              | −25,2 | −22,5 | −25,1 | −8,7 | −2,4  | 1,6   | 3,9   | 3,2   | −1,6 | −6,6 | −15,4 | −19,8 |
| Норма осадков, мм                   | 51,6  | 45,1  | 59,4  | 70,2 | 103,9 | 122,4 | 122,2 | 116,2 | 86,9 | 66,2 | 63,6  | 65,1  |
| Источник: Погода и климат Мемминген |       |       |       |      |       |       |       |       |      |      |       |       |

## Население
По оценке на 31 декабря 2015 года население межрайонного города (городской общины) Мемминген составляет 42 841 чел. 

| Дата      | 1840 | 1871 | 1900  | 1925  | 1939  | 1950  | 1961  | 1970  | 1987  | 2011  |
| --------- | ---- | ---- | ----- | ----- | ----- | ----- | ----- | ----- | ----- | ----- |
| Население | 9044 | 9482 | 13459 | 16958 | 19532 | 30048 | 34549 | 38623 | 38127 | 41241 |

| Год       | 1960  | 1970  | 1980  | 1990  | 2000  | 2009  | 2010  | 2011  | 2012  | 2013  | 2014  | 2015  |
| --------- | ----- | ----- | ----- | ----- | ----- | ----- | ----- | ----- | ----- | ----- | ----- | ----- |
| Население | 35301 | 38774 | 38298 | 39333 | 40849 | 41085 | 41025 | 41242 | 41551 | 41772 | 42201 | 42841 |

## Международные отношения
Города-побратимы
- Глендейл, США (1976)
- Провинция Терамо, Италия (1981)
- Терамо, Италия (1981)
- Ош, Франция (1990)
- Лютерштадт-Айслебен, Германия (1990)
- Кирьят-Шмона, Израиль (2009)
- Караташ, Турция (2009)
- Литцельсдорф, Австрия (2009)

Чернигов, Украина
Город-партнёр
- Кольмар, Франция

## Известные уроженцы и жители
- Хольгер Бадштубер (род. 1989) — немецкий футболист.
- Бурхард Цинк (1396—1474) — городской хронист, писатель и торговец из Аугсбурга.
- Бернхард Вальтер (1430—1504) — известный немецкий астроном.
- Бенно Раухенеггер (1843—1910) — немецкий писатель, журналист и драматург.
- Иво Штригель (1430—1516) — немецкий художник и скульптор эпохи раннего Ренессанса.
- Ханс Штригель (1450—1479) — немецкий художник.
- Бернхард Штригель (1460—1528) — немецкий художник швабской школы.
- Иоганн Хоммель (1518—1562) — немецкий математик и астроном.
- Якоб Штелин (1709—1785) — российский гравёр, картограф, медальер.
- Готтлиб фон Эргарт (1763—1826) — немецкий врач, с 1805 года состоял штадт-физиком в Меммингене.
- Кляйн, Альфред (1912—1972) — гауптшарфюрер СС, начальник крематория в концлагере Заксенхаузен.
- Марио Гётце (род. 1992) — немецкий футболист.

## Религия
Из 43 570 жителей (2018 год; на 378 больше, чем в предыдущем году) 15 883 человека составляли католики (36,5 %; − 199), 10 034 протестанта (23,0 %; − 162) и 17 653 (40,5 %; + 739) человека других вероисповеданий или атеистов.

## Герб и флаг
Герб: «Разделенный на золото и серебро, в передней на половине красный бронированный чёрный орел за непрерывным красным крестом лапы».
Расцветка городского флага, триколор: черный, красный, белый, установлены с 1488 года. Флаг города имеет горизонтальное и вертикальное размещение расцветки. На флагах городской герб обычно не изображён. Только в особых случаях используются флаги вертикальное размещение с городскими гербами, которые размещены в верхней части флага. Флаги вывешиваются во время праздников.
В качестве логотипа города используется современная черно-белая версия городского герба с аббревиатурой MM красными строчными буквами шрифтом Rotis. ММ также является частью надписей на номерных знаках автомобилей.

## Фотографии

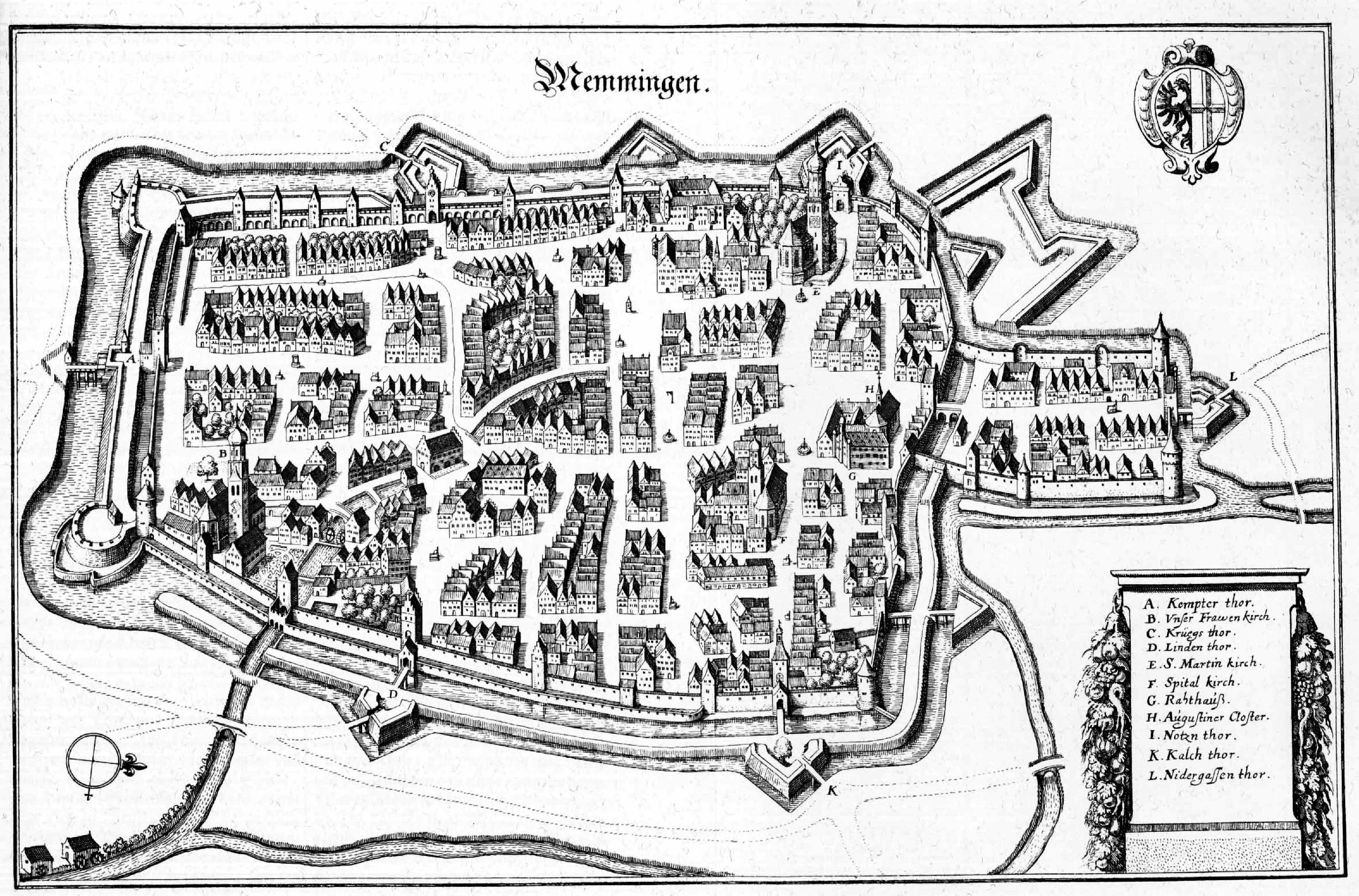
Мемминген, около 1650 года, гравюра на меди Мериана.
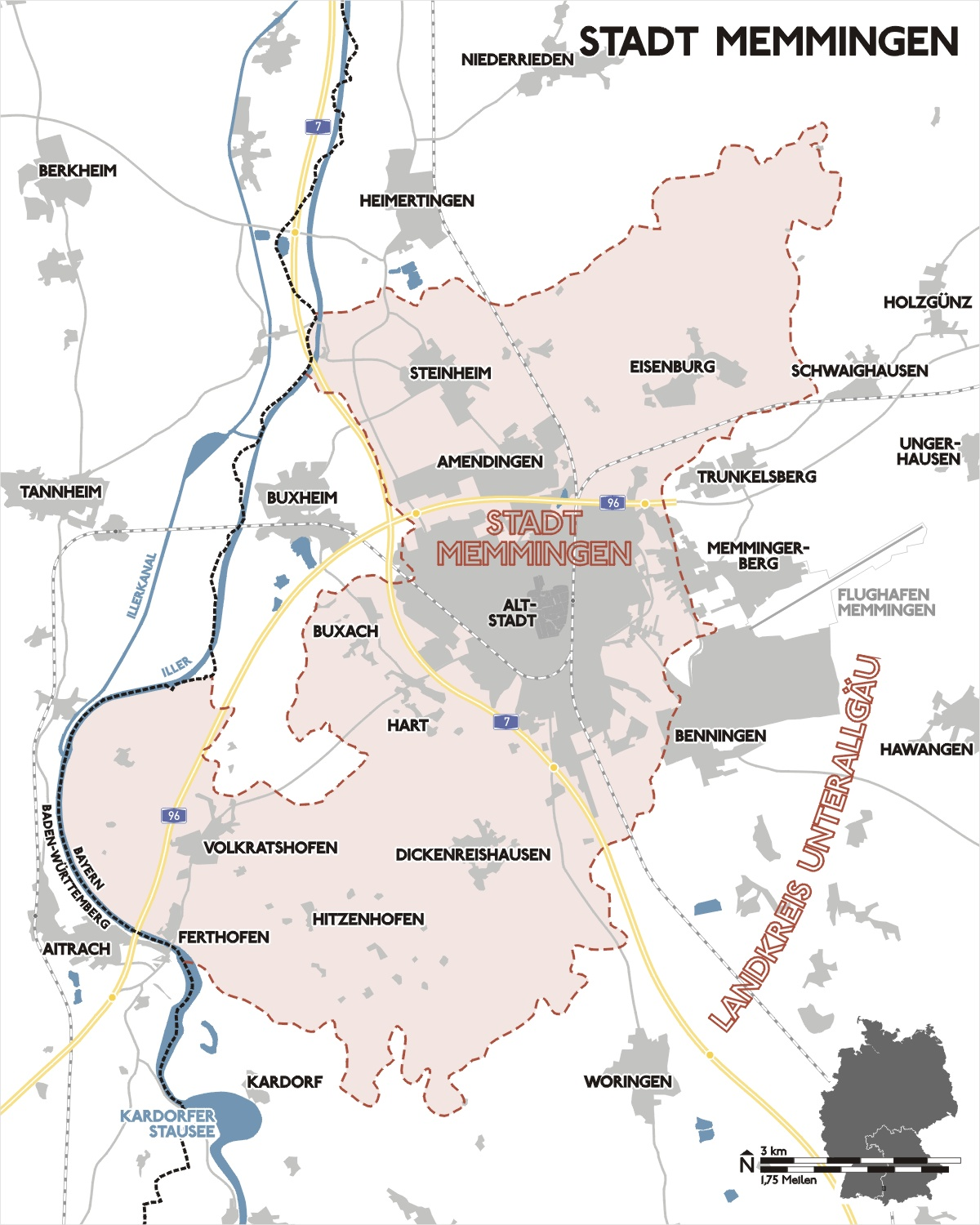
План города, на 27 марта 2008 года.
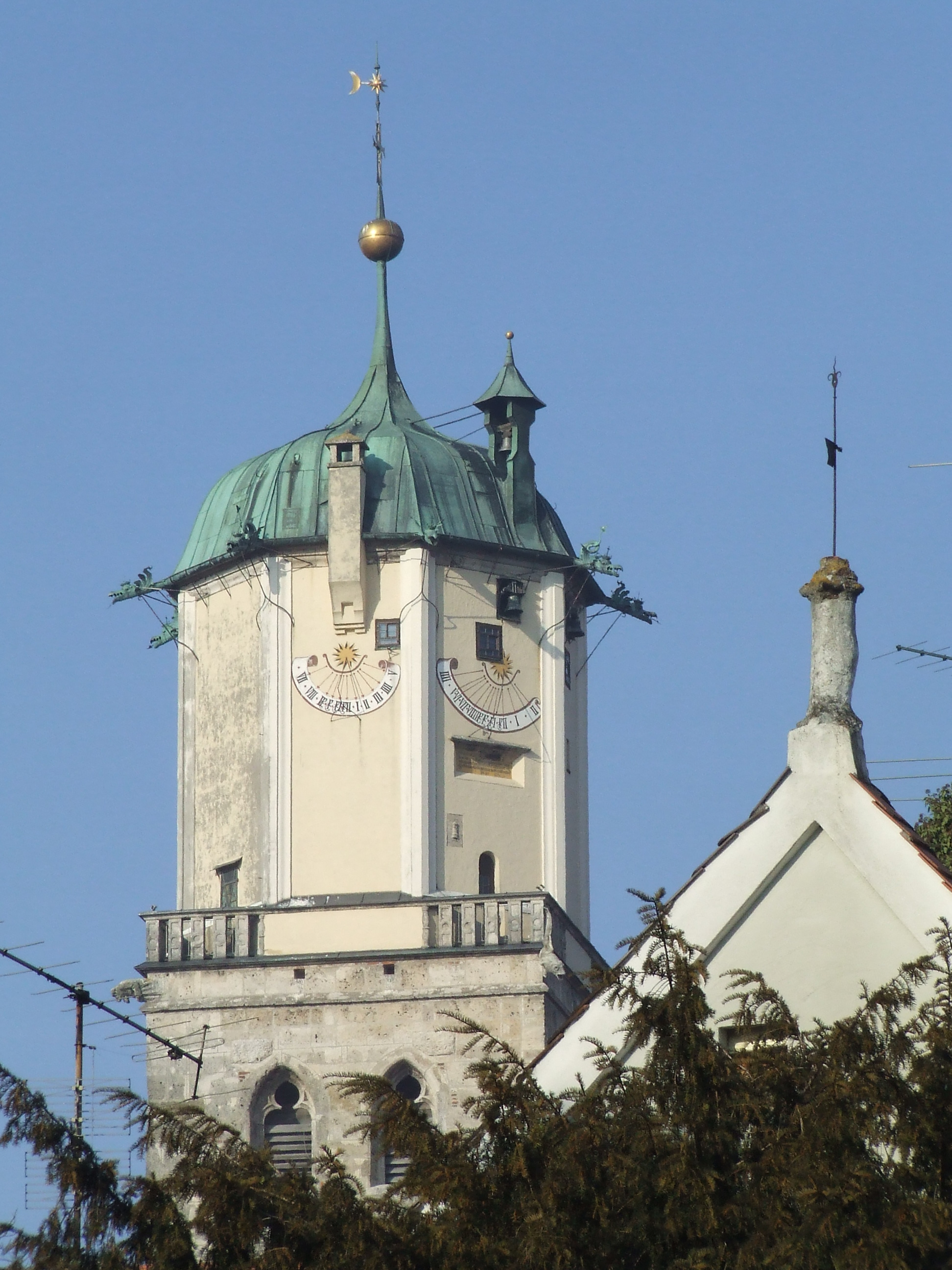
Башня церкви Святого Мартина.
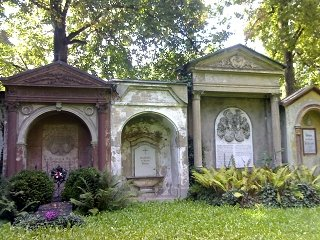
Старое кладбище.
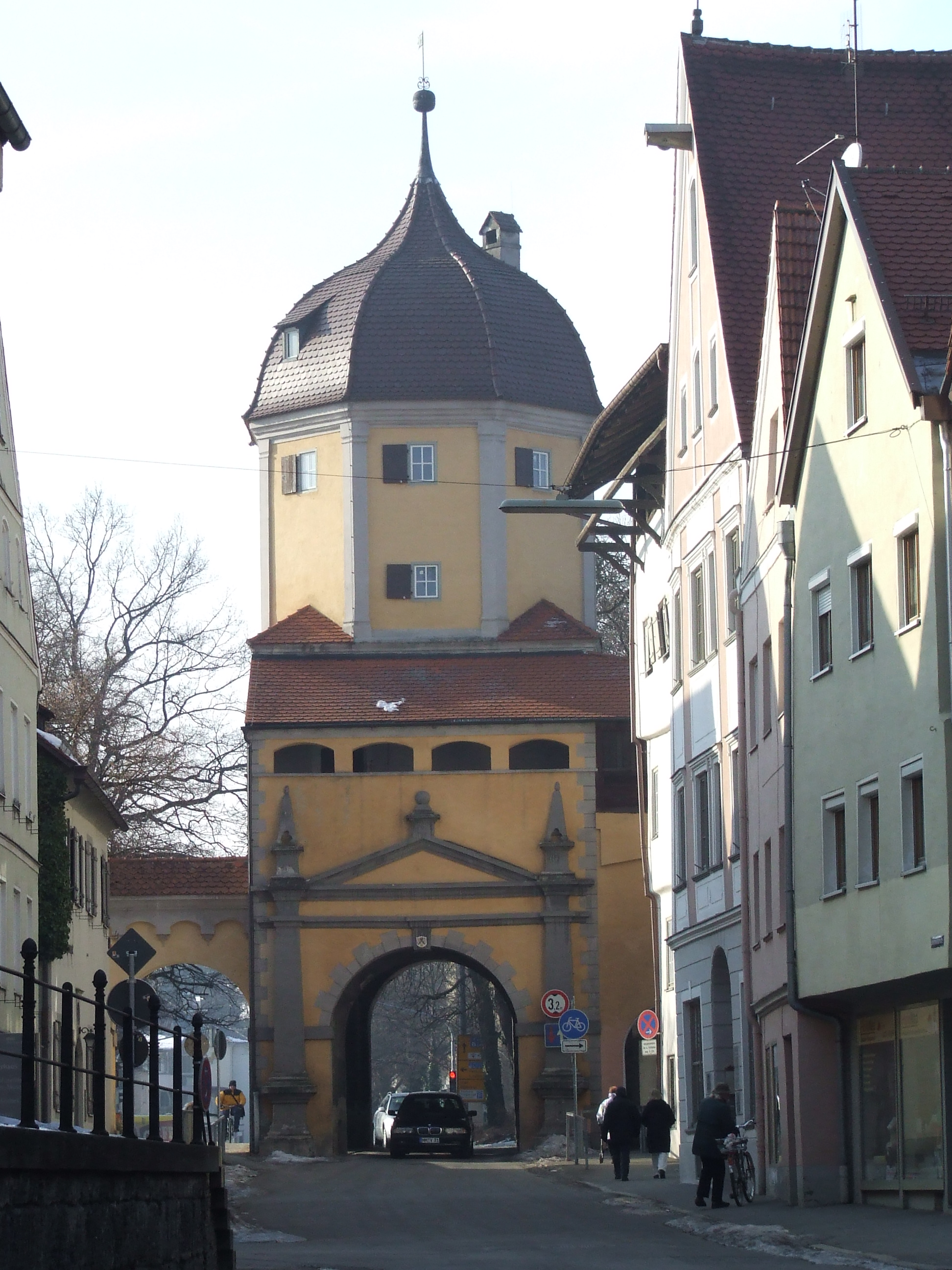
Вестовые ворота, построенные в нынешнем виде в 1660 году.